# Flexbourg
Flexbourg é uma comuna francesa na região administrativa de Grande Leste, no departamento Baixo Reno. Estende-se por uma área de 1,7 km². Em 2010 a comuna tinha 475 habitantes (densidade: 279,4 hab./km²).